# Sršeň východní
Sršeň východní (Vespa orientalis L. 1771) je zástupcem jedovatého sociálního blanokřídlého hmyzu z čeledi sršňovitých. Jedná se o druh středomořské oblasti, Blízkého a Středního východu. Z hospodářského hlediska je to nebezpečný škůdce včel.

## Popis
V porovnání se sršní obecnou (Vespa crabro) je přibližně stejně velká či nepatrně menší. Dělnice měří na délku 18–23 mm, samci 24–28 mm (Macek a kol. udávají 17–22 mm), královna 26–34 mm. Kávově hnědé zbarvení kontrastuje se dvěma výraznými žlutými články na zadečku. Čelo a čelní štítek jsou rovněž jasně žluté.

## Rozšíření
Žije v severní a severovýchodní Africe, na Madagaskaru, v západní, jihozápadní a jižní Asii, v jihovýchodní Evropě, Středomoří a introdukována byla rovněž do Ameriky (Mexiko). Oblast mezi 45. a 46. rovnoběžkou byla doposud považována za rozhraní výskytu sršně obecné severně a sršně východní jižně. Pozorování z roku 2002 v Bad Leonfelden (Horní Rakousy) potvrzují rozšiřování areálu výskytu severním směrem. Jde o jev známý také u jiných teplomilných druhů a dávaný do souvislosti s klimatickými změnami.

## Chování

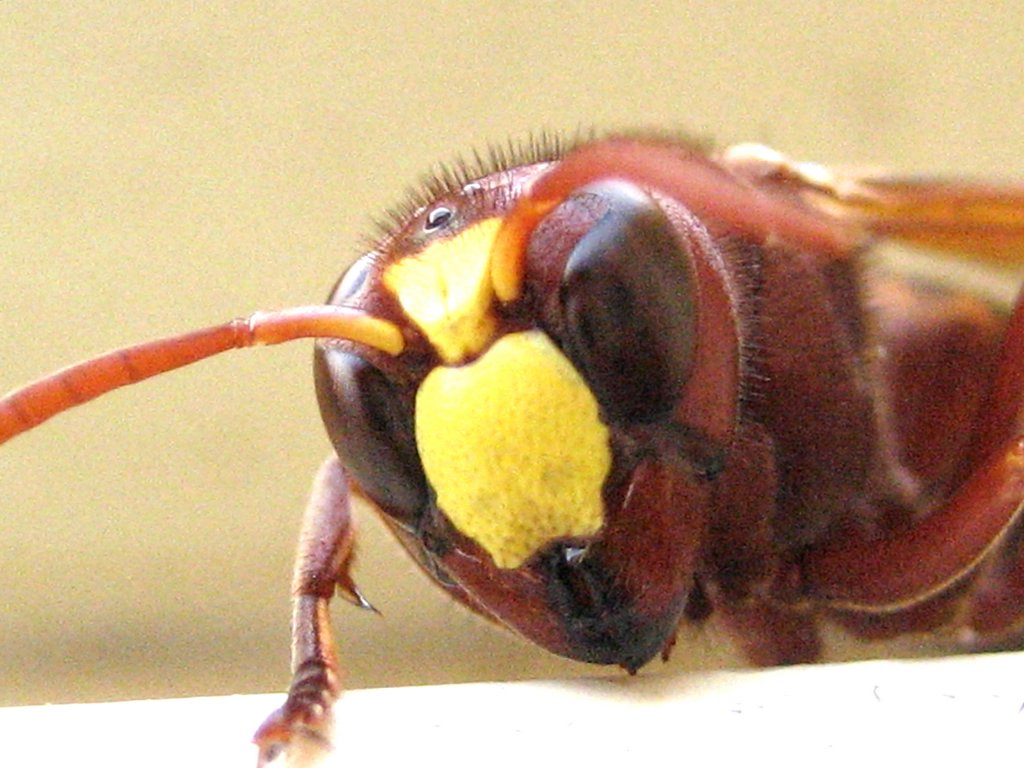
Morfologie hlavy sršně východní

Oplodněné královny přezimují ve skupinkách po několika kusech většinou ve štěrbinách mezi kameny a hroudami hlíny. Jako jediný druh rodu Vespa snáší sršeň východní suché pouštní klima. Je aktivní i při teplotě 60 °C. Na začátku sezóny zakládá královna hnízdo. Buduje ho jako slepenec písečných zrnek v děrách na osluněných písčitých svazích. Podobně jako ostatní sociální vosy se nejprve stará o plod sama. Péči postupně přebírají líhnoucí se dělnice.
Sršeň východní zakládá velmi početná společenství. Vůči člověku je agresivní. Nenápadné obydlí pod zemí je příčinou, že se lze snadno nevědomky dostat do nežádoucí blízkosti k hnízdu; k tomu značná početní síla tohoto druhu činí sršeň východní nebezpečnou i pro člověka.

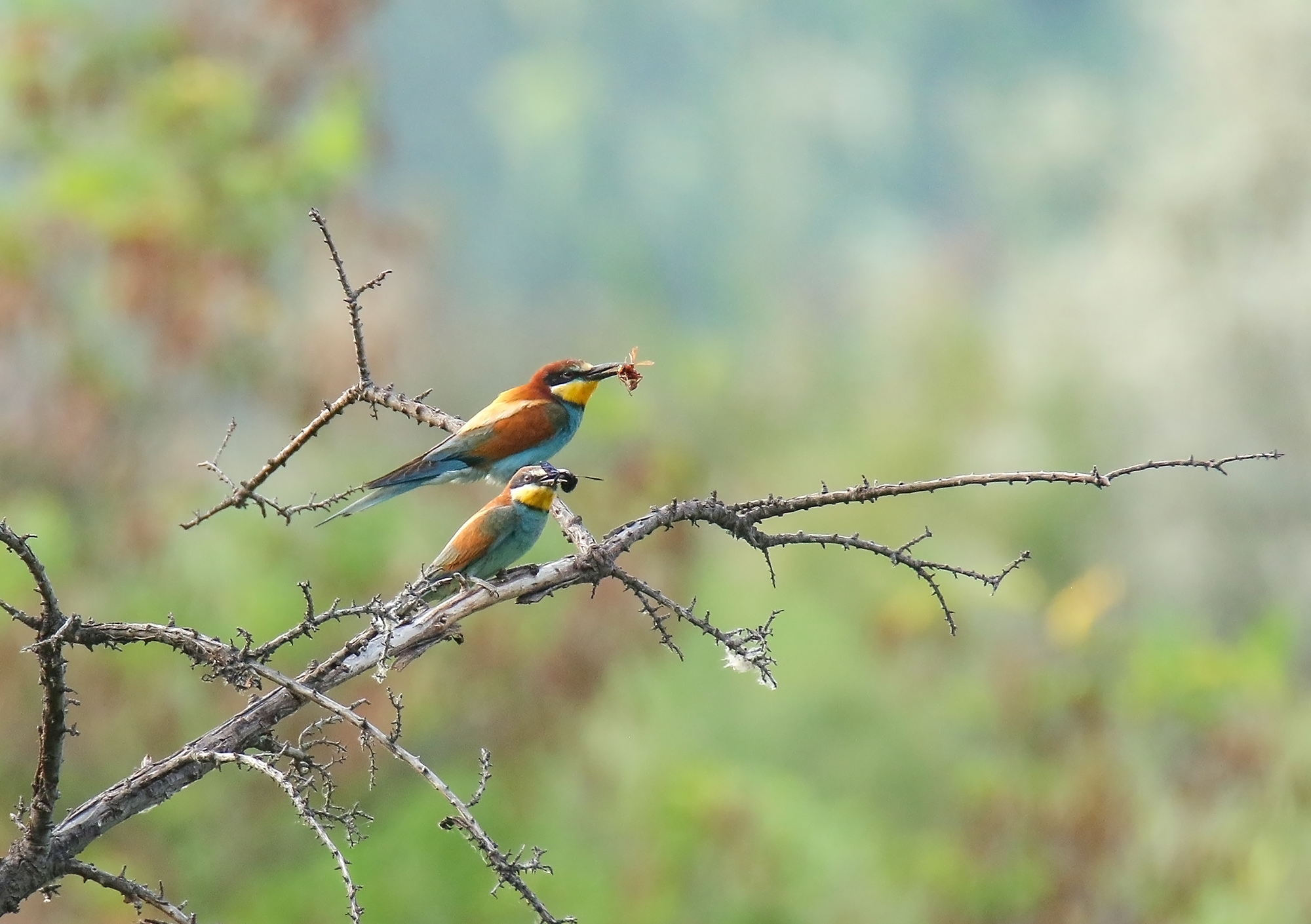
Vlha pestrá držící nejspíše sršeň východní (zadní).

Hlavním predátorem sršně je vlha pestrá (Merops apiaster).

### Potrava
Dospělí jedinci se živí na jednoduché cukry bohatou stravou, tedy ovocem, medovicí a nektarem (například z akácií). Pro své larvy ale zajišťují proteiny. Loví především hmyz a jiné členovce. V oblastech plošného výskytu se stávají velmi nebezpečným škůdcem včel. Jedna dělnice dokáže za den ulovit třicet až padesát včel. Silné společenstvo sršní umí zlikvidovat během několika hodin celý včelí úl. Včely se snaží bránit tím, že vytvářejí u vchodu do úlu kompaktní těleso - jakýsi koberec, složený z mnoha propojených jedinců; sršeň pak nedokáže odtrhnout a zabít jednotlivou včelu. Při svém loupežném nájezdu do včelstva po konzumaci živých obyvatel odnese i med. Sbírá a požírá i mrtvý hmyz, včetně jedinců vlastního druhu. Velmi často se živí i na mršinách větších zvířat, resp. na rozkládajícím se mase.
Sršeň východní může vypít velké množství alkoholu a nejenom, že z toho není opilá, ani nemá kocovinu. Tato mimořádná schopnost je poměrně unikátní jak mezi hmyzem, tak i dalšími zvířaty.

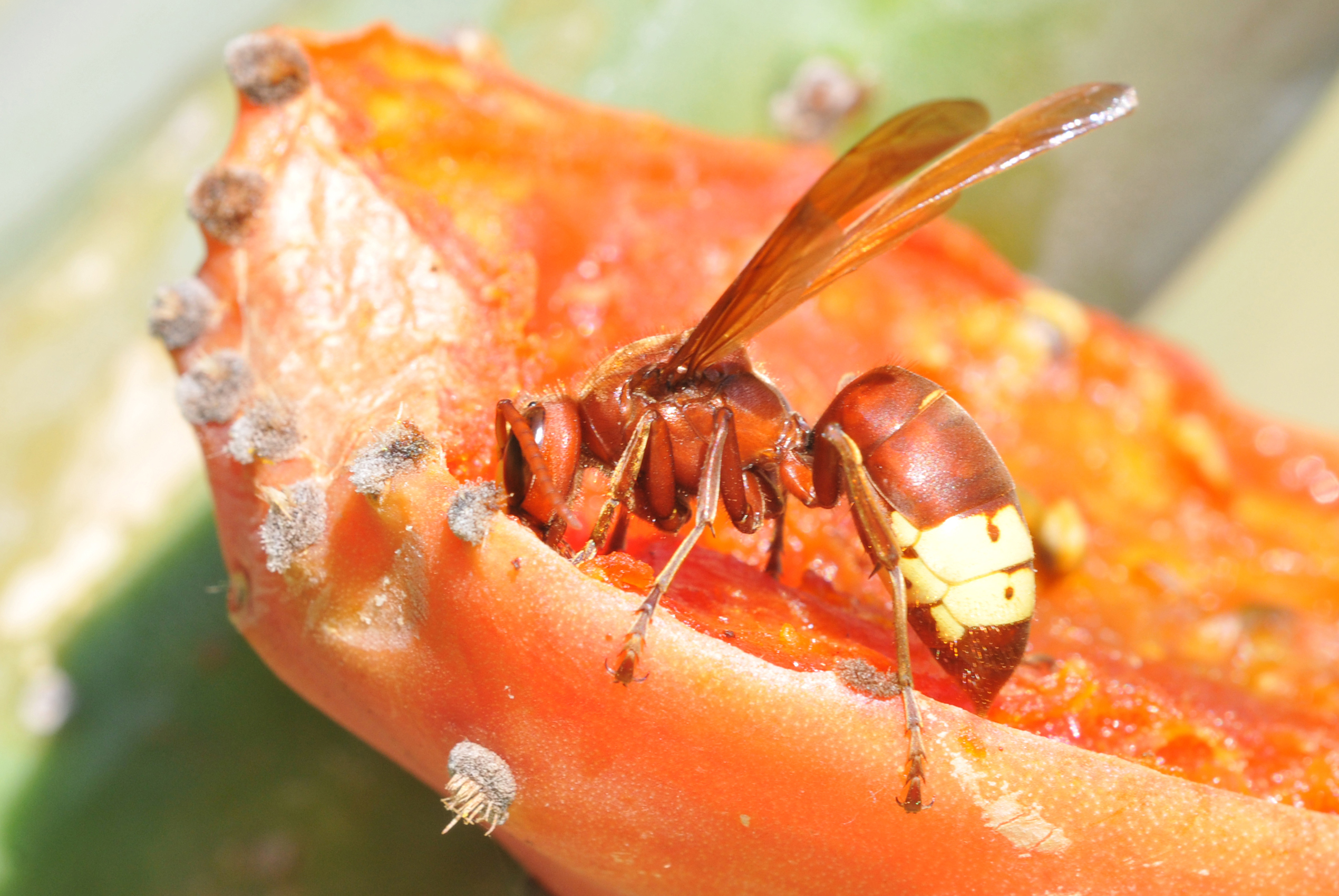
Sršeň východní hodující na fíku

## Biologické zvláštnosti
V chitinovém plášti žlutých článků zadečku jsou umístěny organické polovodičové krystaly fungující jako solární články. Sluneční záření se v nich mění na elektrickou energii a je v této podobě v kutikule akumulováno. Uložená elektrická energie je využita k výrobě tepla za ranního chladu k prohřátí organismu. Je pravděpodobné, že naopak při přehřátí se chitinový plášť hmyzu chladí pomocí tepelných čerpadel umístěných v kutikule a poháněných elektrickým proudem zmíněných solárních biočlánků.
Ve střechách buněk sršního hnízda byly nalezeny po jednom rozmístěné krystalky minerálu připomínajícího magnetický nerost ilmenit. Krystalky o velikosti 0,1 mm vytvářejí pravidelnou síť. Je možné, že takto vytvořené magnetické pole vede stavitelky sršního díla jako olovnice a vodováha zedníka.